# Piotr Serafin
Piotr Arkadiusz Serafin, né le 12 janvier 1974 à Sulęcin, est un fonctionnaire polonais, membre de la Plate-forme civique (PO).
De 2023 à 2024, il est Représentant permanent par intérim de la Pologne auprès de l’Union européenne.
Il est désigné par le gouvernement Tusk pour être le membre polonais de la Commission von der Leyen II chargé du Budget, de la Lutte anti-fraude et de l'Administration publique. Sa nomination étant approuvée par le Parlement européen en novembre 2024, il prend ses fonctions le 1er décembre suivant.

## Jeunesse et éducation
Serafin est diplômé en économie de l'École d'économie SGH de Varsovie et en droit de l'Université de Varsovie. Il est étudiant de troisième cycle en intégration européenne à l'Université du Sussex.

## Carrière
En 1998, Serafin commence sa carrière professionnelle au Bureau du Comité pour l'intégration européenne (UKIE). En 2004, il devient directeur du Département Analyse et Stratégie. Entre le 16 janvier 2008 et le 31 décembre 2009, il est Sous-secrétaire d'État à l’UKIE et coordinateur national de l’aide pour les programmes Phare et Transition Facility. À la suite de la fusion de l'UKIE et du ministère des Affaires étrangères, en 2010, il est nommé sous-secrétaire d'État au MAE.
En février 2010, Serafin est nommé chef de cabinet adjoint du commissaire européen chargé de la programmation financière et du budget, Janusz Lewandowski. Du 22 mai 2012 au 24 septembre 2014, il est secrétaire d’État au ministère des Affaires étrangères. Le 1er décembre 2014, il prend le poste de chef de cabinet du président du Conseil européen, Donald Tusk,. Par la suite, entre 2020 et 2023, il est directeur des transports, des télécommunications et de l'énergie au Secrétariat général du Conseil de l'Union européenne.
Le 13 décembre 2023, Serafin est nommé Représentant permanent par intérim de la Pologne auprès de l'Union européenne.
En août 2024, Serafin est désigné par le gouvernement polonais pour être le prochain commissaire européen de la Pologne.

## Distinctions
- Croix d'argent du Mérite (2005)
- Officier de l'ordre Polonia Restituta (2014)
- Commandeur de l'ordre national du Mérite (2020)